# Giovanni Roman
Giovanni Adam Roman (ur. 3 maja 1961 w Świdnicy) – polski polityk, poseł na Sejm V kadencji.

## Życiorys
Ukończył studia na Katolickim Uniwersytecie Lubelskim. Pracował jako wicedyrektor Wojewódzkiego Ośrodka Ruchu Drogowego w Wałbrzychu. Od 1998 do 2005 był radnym powiatu wałbrzyskiego.
W 2005 z listy Prawa i Sprawiedliwości uzyskał mandat posła z okręgu wałbrzyskiego liczbą 4373 głosów. W wyborach parlamentarnych w 2007 bez powodzenia ubiegał się o reelekcję. W 2010 został radnym Wałbrzycha. W 2014 nie uzyskał reelekcji (przegrywając czterema głosami).